# Catena Gelé-Collon
La Catena Gelé-Collon è un massiccio montuoso delle Alpi del Grand Combin nelle Alpi Pennine. Si trova in Valle d'Aosta e nel Canton Vallese e prende il nome dalle due montagne più significative: il Monte Gelé ed il Monte Collon. L'Evêque (3.716 m) ne è la montagna più alta.

## Geografia
La catena raggruppa le montagne tra la Fenêtre de Durand ed il Colle Collon.
Ruotando in senso orario i limiti geografici sono: Fenêtre de Durand, Col de Chermontane, alta Valle d'Arolla, Colle Collon, alta Valpelline, torrente Buthier, Fenêtre de Durand.

## Classificazione
La SOIUSA individua la Catena Gelé-Collon come un supergruppo alpino e vi attribuisce la seguente classificazione:
- Grande parte = Alpi Occidentali
- Grande settore = Alpi Nord-occidentali
- Sezione = Alpi Pennine
- Sottosezione = Alpi del Grand Combin
- Supergruppo = Catena Gelé-Collon
- Codice = I/B-9.I-C

## Suddivisione
Il gruppo montuoso è suddiviso in tre gruppi e cinque sottogruppi:
- Gruppo Gelé-Morion (5)
  - Catena del Morion (5.a)
  - Gruppo del Gelé (5.b)
  - Costiera dell'Aroletta (5.c)
- Gruppo della Becca Rayette (6)
- Catena Blanchen-Collon (7)
  - Gruppo Blanchen-Collon (7.a)
  - Gruppo dei Laghi (7.b)

## Montagne

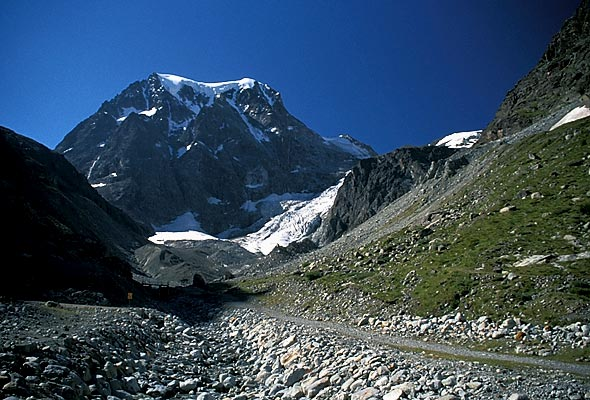
Il Monte Collon visto da Arolla.

Le montagne principali sono:
- Evêque - 3.716 m
- La Sengla - 3.714 m
- Gran Becca Blanchen - 3.680 m
- Monte Collon - 3.637 m
- Petit Mont Collon - 3.556 m
- Aouille Tseuque - 3.554 m
- Pointe de Boette - 3.541 m
- Becca d'Oren - 3.532 m
- Becca Rayette - 3.529 m
- Monte Gelé - 3.519 m
- Mont Morion - 3.497 m
- Bec de la Sasse - 3.496 m
- Mont Rion - 3.487 m
- Becca des Lacs - 3.470 m
- Becca Labié - 3.462 m
- Becca di Chardoney - 3.447 m
- Monte Cervo - 3.441 m
- Trouma des Boucs - 3.263 m
- Becca de Châtelet - 3.208 m
- Mont Berlon - 3.132 m
- Aroletta Superiore - 3.117 m
- Monte Berrio - 3.075 m